# Дома-НЛО в Саньчжи
Дома-НЛО в Саньчжи (кит. 三芝飞碟屋), также известные как дома-тарелочки в Саньчжи — футуристический комплекс из 60 домов в форме НЛО из прочного стекловолокна в округе Саньчжи, Синьбэй, Тайвань Нереализованный проект групп компаний под патронажем государства комплекса ультрасовременных домов для столичных богачей

## История
В 1975 году на Тайване умер видный политик и полководец Чан Кайши и одним из монументов лидеру Гоминьдана должен был стать футуристический комплекс домов в форме летающих тарелок. В 25 км от столицы в начале 1970-х стартовала стройка из бетона и прочного стекловолокна, которая должна была стать верхом инженерной мысли того времени. В каждую из «тарелок» можно было подняться по изящной мраморной лестнице, а спуститься — прямо в океан или бассейн по водной горке со второго этажа. Ожидалось, что курорт Саньчжи принесет немало туристских денег. Но в начале 1980-х, когда дома уже покрасили и готовили к сдаче, в Восточной Азии грянул энергетический и кредитный кризис, и компания-застройщик обанкротилась. В 1989 году у проекта нашлись новые инвесторы, однако по причине разногласий между ними в конце того же года возобновившееся строительство было окончательно свёрнуто.
В 2008 году было достигнуто очередное судьбоносное для Саньчжи соглашение. По инициативе властей города Новый Тайбэй, курортный город-призрак был разрушен, работы по сносу комплекса начались 29 декабря 2008 года. На его месте намереваются разбить рекреационный парк с оздоровительным комплексом в совершенно ином архитектурном стиле.
По состоянию на конец марта 2018 года данная территория официально является пустырём, однако, это не соответствует действительности. Судя по видеозаписям, побывавших там туристов в 2018 и в 2021 годах, практически все постройки остаются там на своих местах.  